# Fauna del Perú

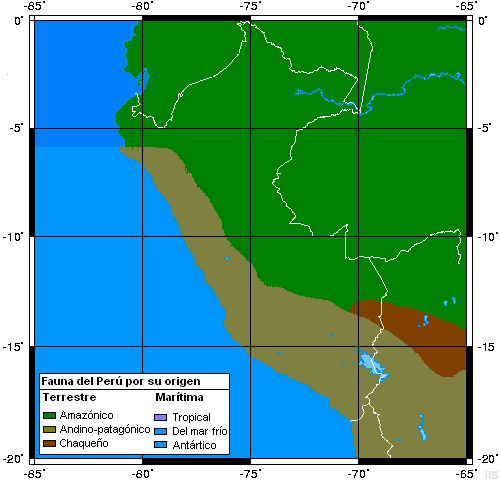
Fauna en el Perú.

La fauna peruana está formada por todas las especies animales que se encuentran en su territorio. 
Muchas de las especies autóctonas están legalmente protegidas para preservar su conservación y la de sus recursos naturales.
La fauna peruana forma parte de la gran biodiversidad que posee el país, tan diversa como su geografía y su clima.

## Fauna marina
Proviene de tres centros de origen: de la cálida, pederator (corriente ecuatorial), de la fría (corriente peruana), y de los frecuentes aportes provenientes de la lejana Antártida.

### Tropical
Es una corriente cálida marina conocida como corriente ecuatorial o también corriente del Niño. Predominan en la corrección del mar tropical con una temperatura promedio de alrededor de 24 °C, frente a las regiones de Tumbes y el norte de Piura. Esta corriente cálida ejerce su poderío durante los meses de primavera (octubre a diciembre) y verano (enero a abril) en donde se le observa influir más al sur hasta de la latitud 6°0′0″ hasta chocar con la Corriente Fría de Humboldt en la provincia de Sechura.
Esta cálida corriente marina, de temperaturas que fluctúan de día a noche entre 26 y 22 °C se extiende desde la región de sechura en el Océano Pacífico hasta la región de Baja California en México. Entre sus componentes más representativos se hallan la serpiente marina (plarmis platurus); diversas aves típicas, como la fragata y el piquero; cinco especies de tortugas marinas y más de cien de peces, como el tiburón, el merlín y el mero. También en estas costas se puede encontrar la mayor variedad de moluscos del Perú, sobre todo muchas especies de gasterópodos y bivalvos.

### Corriente de Humboldt

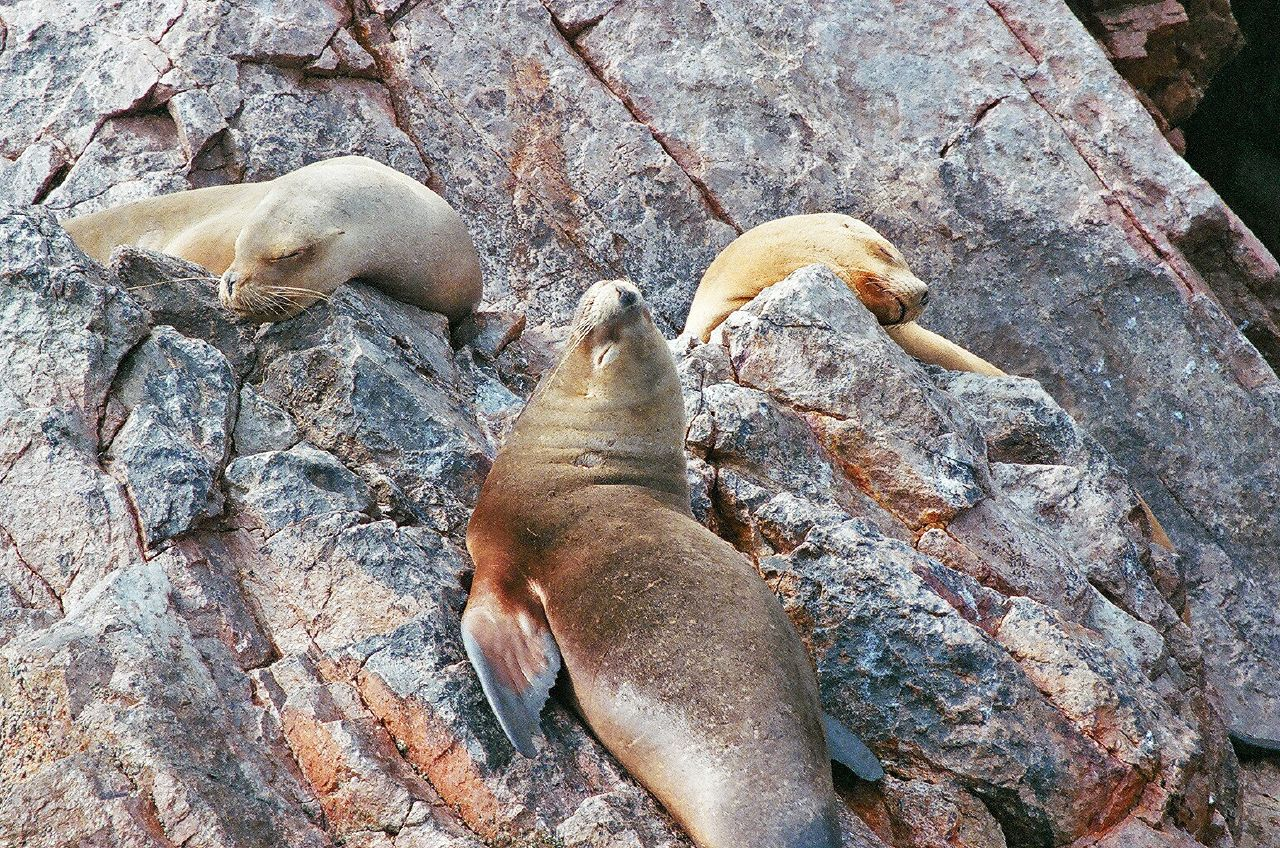
Lobos de mar en las Islas Ballestas.

Esta corriente fría de origen antártico tiene temperaturas que oscilan entre los 19 y 14 C°. Predomina su presencia desde el departamento de Tacna y sigue su rumbo hasta la provincia de Sechura, 6°0′0″ de latitud sur de la línea ecuatorial, donde desvía hacia las Islas Galápagos durante los meses de verano y primavera.
En esta corriente y audaz, que promedia una temperatura de 17 °C, se encuentran cientos de especies endémicas, destacando por su producción de corvinas, lenguados, anchoveta, bonito y la pota o calamar gigante, de las cuales se produce la harina de pescado y la harina de calamar para consumo humano; además de numerosos crustáceos y moluscos ; entre otras seiscientas especies. Además, aves que tienen una importancia económica por el guano que depositan en el litoral peruano, habiendo dado lugar a depósitos de guano que son utilizados como abono en la agricultura.

### Corriente Antártica
En pequeña proporción aporta lobos de mar, cachalotes, ballenas y delfines.

## Fauna terrestre

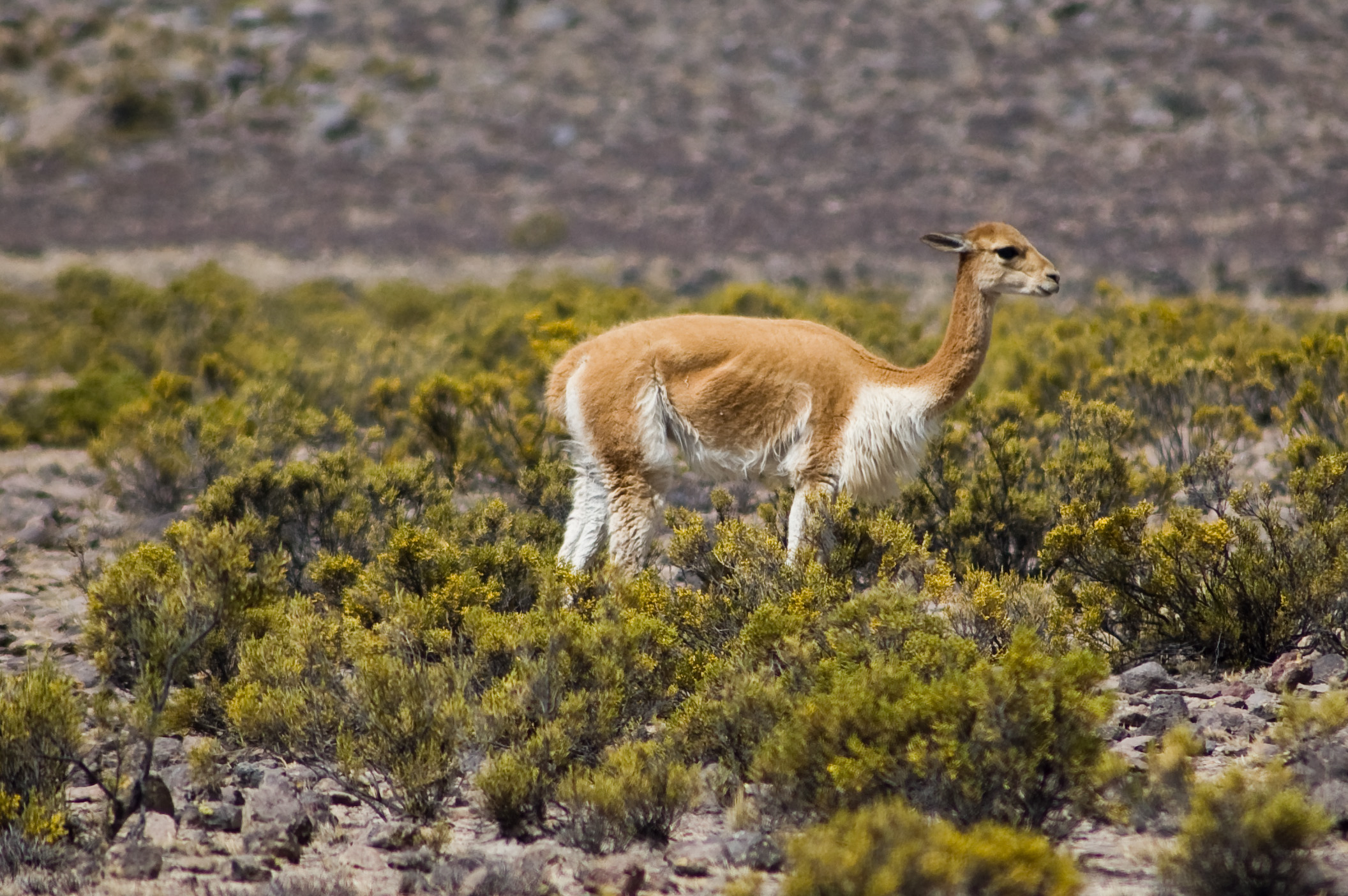
Vicuña andina.

Se distinguen dos grupos muy diferentes por su origen:

### Andino
Como rasgo general, están adaptados a la escasez de recursos, debido al impacto climático de la particular morfología andina. 
la costa es pobre en especies y se encuentran especies como el perro sin pelo, existe en esta zona desde hace miles de años, como el cuy, el venado, el zorrillo, la iguana, la tortuga gigante y otros. Los 54 ríos que bañan la costa tienen diferentes variedades de peces y en algunos se explota el camarón
En la sierra, por otro lado, son representativos los auquénidos (alpaca, guanaco, llama y vicuña), tan importantes en la economía de las comunidades andinas; y aves como el cóndor. También existen chinchillas, vizcachas y desde la última década del siglo XX, avestruces que se importaron para su reproducción a escala cada vez mayor debido a su buena aclimatación cerca de Arequipa la carne de avestruz. Los lagos y ríos de esta zona tienen su propia fauna que es diversa. Se compone de aves como las gaviotas, parihuanas, patillos y zambullidoras y una gran variedad de peces autóctonos.

### Amazónico
Originadas en la llanura central de Sudamérica, se caracterizan por tener una gran adaptabilidad a las zonas húmedas. Habitan la selva y las zonas contiguas al mar tropical. Son representativos el jaguar, grandes serpientes, caimanes, jabalíes, etc. Millones de insectos conocidos y desconocidos y aves como guacamayos, loros, y miles más entre conocidas y por clasificar. El río Amazonas, tiene especies de toda naturaleza aún por clasificar. Además de peces en los ríos existen caimanes y tortugas, pero su pesca está prohibida en definitiva.

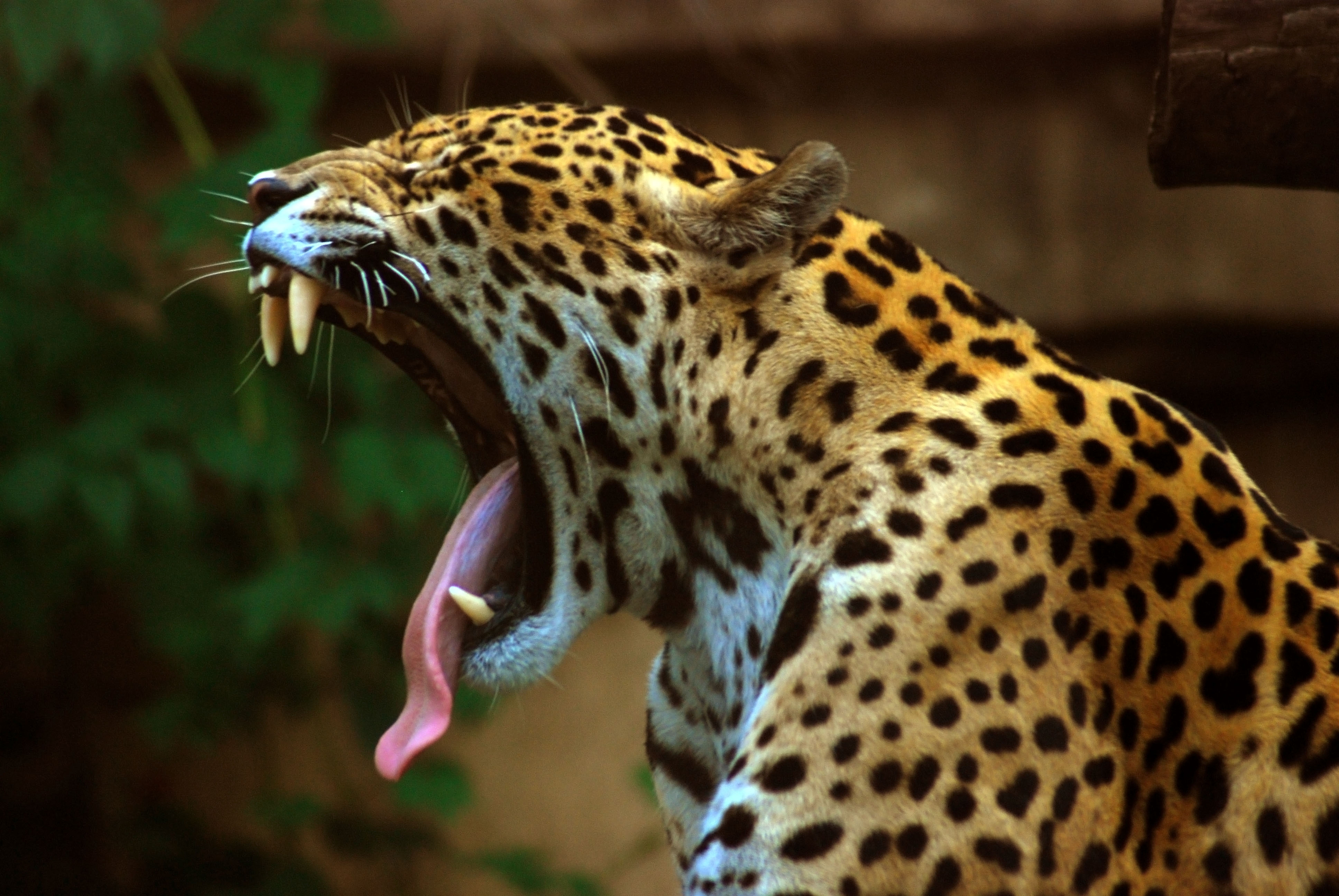
El jaguar, característico del sector amazónico.

El centro de evolución del Chaco es responsable del origen de una pequeña proporción de la fauna peruana, la que habita la sabana de palmeras, que cubre una pequeña extensión de la región Madre de Dios. Aquí se encuentran animales como el lobo de crin, el ciervo de los pantanos y 17 especies de aves.
La selva tiene una fauna diversificada, destacando la presencia del jaguar, puma, grandes serpientes, cocodrilos, jabalíes, papagayos, loros y general una inmensa cantidad de aves.

## Especies por grupo taxonómico

### Mamíferos
En Perú hay actualmente 559 especies de mamíferos.

### Aves

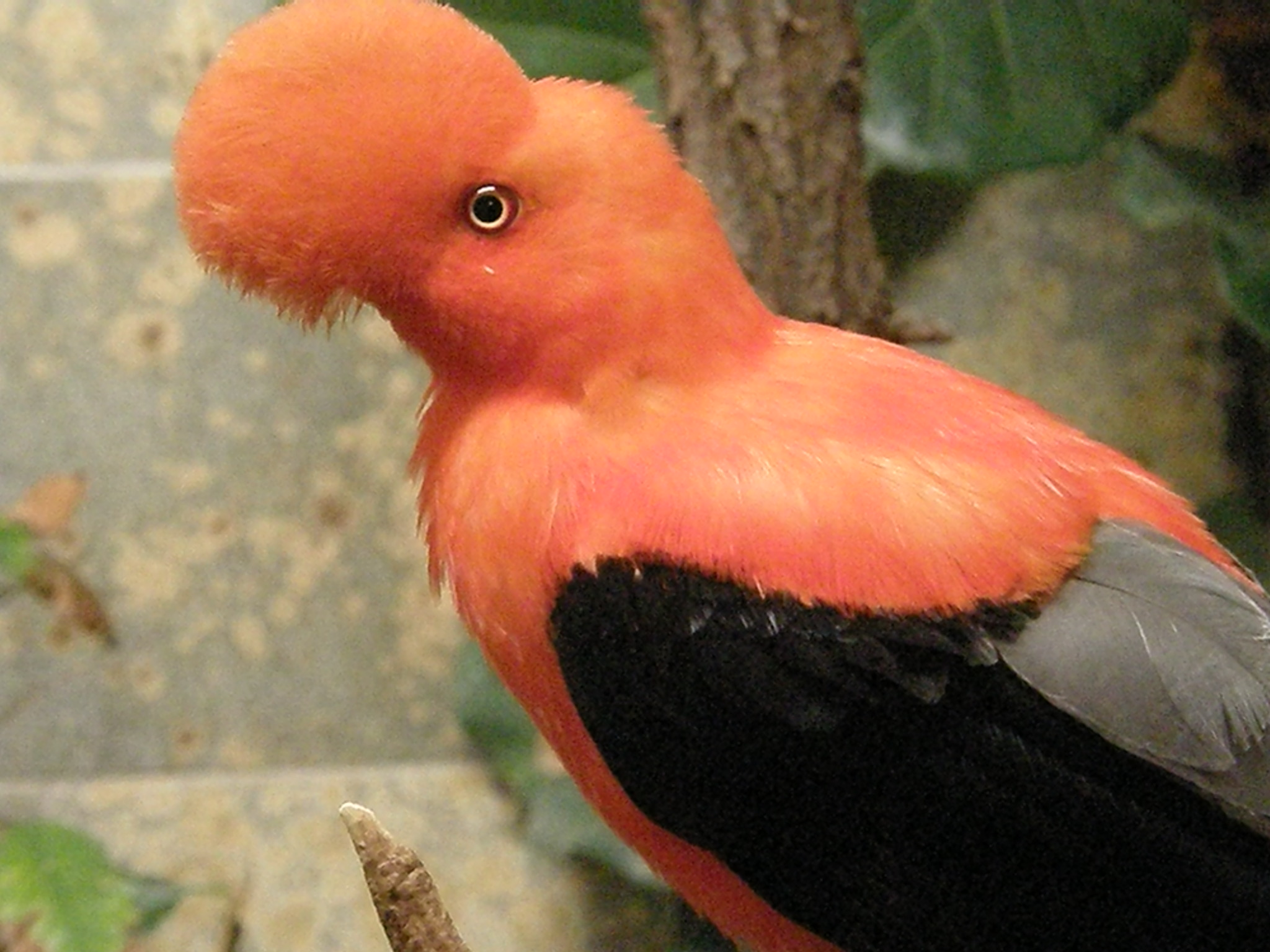
Rupicola peruviana.

Perú cuenta con más de 1800 especies de aves, siendo el segundo país del mundo en biodiversidad de su avifauna, como las palomas, por detrás de Colombia. Pero el Perú posee 103 aves endémicas, por 83 especies endémicas colombianas. Lamentablemente, existen 83 especies globalmente amenazadas.

### Anfibios
Hay 576 especies de anfibios registradas en Perú. Están distribuidos en 3 órdenes, 20 familias y 79 géneros.

### Reptiles
Hay 571 especies de reptiles registradas en Perú. Están distribuidos en 3 órdenes, 32 familias y 125 géneros.

### Insectos
Perú ocupa primer lugar en variedad de mariposas con 4,441 especies.

### Peces
Cuenta con cerca de 2,000 especies de peces representado el 10% del total mundial lo que lo coloca en el primer lugar.